# Krista Allen
Krista Allen (Ventura, 5 aprile 1971) è un'attrice ed ex modella statunitense.
È famosa per il ruolo di Billie Reed in Il tempo della nostra vita e di Taylor Hayes in Beautiful.

## Biografia
È conosciuta per aver recitato nelle serie televisive Il tempo della nostra vita, A proposito di Brian e nei film Bugiardo bugiardo (1997), Confessioni di una mente pericolosa (2002), Terapia d'urto (2003) e The Final Destination 3D (2009). Nell'ottobre 2021 prende parte alla famosa soap americana Beautiful andando a sostituire Hunter Tylo nel ruolo di Taylor Hamilton e rimane fino al novembre 2023.

## Filmografia

### Cinema
- Raven, regia di Russell Solberg (1996)
- The Haunted Sea, regia di Dan Golden, Daniel Patrick (1997)
- Bugiardo bugiardo (Liar Liar), regia di Tom Shadyac (1997)
- Sunset Strip, regia di Adam Collis (2000)
- Totally Blonde, regia di Andrew Van Slee (2001)
- Confessioni di una mente pericolosa (Confessions of a Dangerous Mind), regia di George Clooney (2002)
- Falsa identità (Face Value), regia di Michael Miller (2002)
- Paycheck, regia di John Woo (2003)
- Terapia d'urto (Anger Management), regia di Peter Segal (2003)
- Tony 'n' Tina's Wedding, regia di Roger Paradiso (2004)
- Shut Up and Kiss Me!, regia di Gary Brockette (2004)
- Feast, regia di John Gulager (2005)
- All Along, regia di Robert A. Masciantonio (2007)
- Leo, regia di Joseph D. Reitman (2007)
- Meet Market, regia di Charlie Loventhal (2008)
- The Third Nail, regia di Kevin Lewis (2008)
- The Final Destination 3D (The Final Destination), regia di David R. Ellis (2009)
- Shannon's Rainbow, regia di Frank E. Johnson (2009)
- Locker 13, regia di George Huang, Bruce Dellis, Jason Marsden, Matthew Mebane, Adam Montierth, Donovan Montierth, Ricky Schroder (2009)
- Alien Presence, regia di David DeCoteau (2009)
- Silent Venom (Sea Snakes), regia di Fred Olen Ray (2009)
- Black Widow, regia di Mark Roemmich (2010)
- Little Women, Big Cars, regia di Melanie Mayron (2012)
- Amazing Racer, regia di Frank E. Johnson (2012)
- Eleven Eleven, regia di Chris Redish (2018)

### Televisione
- Emmanuelle le nuove avventure - La regina della galassia (Emmanuelle in Space 1: First Contact), regia di Lev L. Spiro - film TV (1994)
- Emmanuelle le nuove avventure - Un mondo di desiderio (Emmanuelle in Space 2: A World of Desire), regia di Lev L. Spiro - film TV (1994)
- Emmanuelle le nuove avventure - Lezioni d'amore (Emmanuelle in Space 3: A Lesson in Love), regia di David Cove - film TV (1994)
- Emmanuelle le nuove avventure - Intime passioni (Emmanuelle in Space 4: Concealed Fantasy), regia di Kevin Alber - film TV (1994)
- Emmanuelle le nuove avventure - Un momento per sognare (Emmanuelle in Space 5: A Time to Dream), regia di David Cove - film TV (1994)
- Emmanuelle le nuove avventure - Il volo del desiderio (Emmanuelle in Space 6: One Last Fling), regia di Jean-Jacques Lamore - film TV (1994)
- Emmanuelle le nuove avventure - Il senso dell'amore (Emmanuelle in Space 7: The Meaning of Love), regia di Brody Hooper - film TV (1994)
- Deadly Games - serie TV, episodio 1x02 (1995)
- Il tempo della nostra vita (Days of Our Lives) - serie TV, 41 episodi (1996-1999) - Billie Reed
- Rolling Thunder, regia di Ralph Hemecker, P.J. Pesce - film TV (1996)
- Weird Science - serie TV, episodio 4x19 (1996)
- Alta marea (High Tide) - serie TV, episodi 2x11-2x14-2x17 (1995-1996)
- Sposati... con figli (Married... with Children) - serie TV, episodio 10x17 (1996)
- Un detective in corsia (Diagnosis Murder) - serie TV, episodio 3x08 (1996)
- Due poliziotti a Palm Beach (Silk Stalkings) - serie TV, episodio 5x16 (1996)
- The 24th Annual People's Choice Awards, regia di Louis J. Horvitz - film TV (1998)
- Avalon - Nel profondo degli abissi (Avalon: Beyond the Abyss), regia di Philip Sgriccia - film TV (1999)
- Pacific Blue - serie TV, episodi 1x06-5x08 (1996-1999)
- Baywatch - serie TV, 26 episodi (2000-2001)
- Road to Justice - Il giustiziere (18 Wheels of Justice) - serie TV, episodio 1x12 (2000)
- X-Files (The X Files) - serie TV, episodio 7x13 (2000)
- To Tell the Truth - serie TV, 1 episodio (2000)
- Inside Schwartz - serie TV, episodio 1x05 (2001)
- Streghe (Charmed) - serie TV, episodi 4x01-4x02-4x07 (2001)
- Spin City - serie TV, episodio 6x06 (2001)
- Arli$$ - serie TV, episodio 6x10 (2001)
- CSI - Scena del crimine (CSI: Crime Scene Investigation) - serie TV, episodi 1x01-1x11-1x13 (2000-2001)
- Rendez-View - serie TV, episodio 1x49 (2001)
- Smallville - serie TV, episodio 2x02 (2002)
- Mutant X - serie TV, episodio 1x20 (2002)
- Demon Town (Glory Days) - serie TV, episodio 1x03 (2002)
- Friends - serie TV, episodio 8x12 (2002)
- Zero Effect, regia di Jake Kasdan - film TV (2002)
- Due uomini e mezzo (Two and a Half Men) - serie TV, episodio 1x06 (2003)
- Frasier - serie TV, episodio 11x05 (2003)
- The Lyon's Den - serie TV, episodi 1x07-1x08 (2003)
- Just Shoot Me! - serie TV, episodio 7x20 (2003)
- Andromeda (Gene Roddenberry's Andromeda) - serie TV, episodio 3x19 (2003)
- Fastlane - serie TV, episodi 1x13-1x14 (2003)
- The New Tom Green Show - serie TV, 1 episodio (2003)
- The Late Late Show with Craig Kilborn - serie TV, 1 episodio (2003)
- Jimmy Kimmel Live! - serie TV, episodio 1x57 (2003)
- The Screaming Cocktail Hour - serie TV (2004)
- I'm with Her - serie TV, episodio 1x22 (2004)
- The 100 Scariest Movie Moments - serie TV (2004)
- Head Cases - serie TV, episodi 1x01-1x02 (2005)
- Jake in Progress - serie TV, episodio 1x07 (2005)
- Detective Monk (Monk) - serie TV, episodio 3x14 (2005)
- Project Greenlight 3 - serie TV, 6 episodi (2005) - se stessa
- Unscripted - serie TV, 10 episodi (2005) - se stessa
- A proposito di Brian (What About Brian) - serie TV, 11 episodi (2006-2007)
- Freddie - serie TV, episodio 1x19 (2006)
- Out of Practice - Medici senza speranza - serie TV, episodio 1x17 (2006)
- Last Call with Carson Daly - serie TV, 3 episodi (2004-2006)
- Business Class, regia di Adam Bernstein - film TV (2007)
- Fast Cars and Superstars: The Gillette Young Guns Celebrity Race - serie TV, episodi 1x01-1x02 (2007)
- Cashmere Mafia - serie TV, episodio 1x02 (2008)
- Held Up, regia di Jay Chandrasekhar, Arthur Mulholland - film TV (2008)
- The Starter Wife - serie TV, 4 episodi (2008)
- The Philanthropist - serie TV, episodi 1x01-1x05-1x08 (2009)
- Dirty Sexy Money - serie TV, episodi 2x12-2x13 (2009)
- Denise Richards: It's Complicated - serie TV, episodi 2x01-2x05 (2009)
- Life Unexpected - serie TV, episodio 2x09 (2010)
- Nessun rimorso (Jesse Stone: No Remorse), regia di Robert Harmon - film TV (2010)
- Love Bites - serie TV, episodio 1x04 (2011)
- The Protector - serie TV, episodio 1x01 (2011)
- Perception - serie TV, episodio 1x06 (2012)
- The L.A. Complex - serie TV, 7 episodi (2012)
- Castle – serie TV, episodio 7x09 (2014)
- Significant Mother - serie TV, 9 episodi (2015)
- Madri nemiche (Party Mom), regia di Michael Feifer - film TV (2018)
- Ho quasi sposato un serial killer - film TV (2019)
- Un estraneo tra noi (The Wrong Stepfather), regia di David DeCoteau - film TV (2020)
- Beautiful (The Bold and The Beautiful) soap opera (2021-2023)
- L'incubo di Tracy (The Wrong Mr. Right), regia di David DeCoteau - film TV (2021)

## Doppiatrici italiane
Nelle versioni in italiano delle opere in cui ha recitato, Krista Allen è stata doppiata da:
- Barbara De Bortoli in Bugiardo Bugiardo, Smallville
- Giovanna Martinuzzi in Terapia d'urto
- Loredana Nicosia in Unscripted
- Ilaria Latini in A proposito di Brian
- Barbara Salvucci in Castle
- Francesca Fiorentini in Significant Mother
- Giovanna Nicodemo in L'incubo di Tracy
- Deborah Ciccorelli in Madri nemiche
- Roberta Pellini in Beautiful
- Gio' Gio' Rapattoni in Rodeo & Juliet